# Huracán Ioke
El huracán Ioke, conocido como Tifón Ioke, (Designación internacional: 0612, designación JTWC: 01C) fue el huracán más intenso jamás registrado en el Pacífico Central. La primera tormenta que se formó en el Pacífico Central en la temporada de huracanes del Pacífico de 2006. Ioke es considerado como el huracán más longevo, extremadamente poderoso que atravesó en el Pacífico Occidental con una duración de 17 días alcanzando el equivalente al huracán categoría 5 en la escala de huracanes de Saffir-Simpson en tres ocasiones diferentes. El nombre de Ioke (/iːˈoʊkeɪ/) fue designado por el Centro de Huracanes del Pacífico Central y es el nombre hawaiano de Joyce. El ciclón se desarrolló en la Zona de Convergencia Intertropical el 20 de agosto al sur de Hawái. Al encontrarse con aguas cálidas, poca cizalladura del viento y un flujo de salida definida, Ioke se intensificó de una depresión tropical a un huracán categoría 4 en las próximas 48 horas. A última hora del 22 de agosto, se debilitó rápidamente a un huracán categoría 2 antes de cruzar el Atolón Johnston. Dos días más tarde, las condiciones favorables nuevamente permitieron un fortalecimiento rápido, e Ioke alcanzó como un huracán categoría 5 el 25 de agosto antes de cruzar la línea internacional de cambio de fecha. Mientras continuaba hacia el oeste, su intensidad fluctuaba, y el 31 de agosto pasó cerca de la isla Wake con vientos de 155 mph (250 km/h). Ioke se debilitó gradualmente a medida que giraba hacia el noroeste y hacia el norte, y para el 6 de septiembre había pasado a ser un ciclón extratropical. Los remanentes de Ioke se deplazaron hacia el noreste y finalmente cruzaron hacia Alaska.
Ioke no afectó ninguna zona permanentemente poblada en las cuencas del Pacífico Central o del Pacífico Occidental como un huracán o un tifón. Un equipo de 12 personas salió del huracán en un búnker a prueba de huracanes en Atolón Johnston; los vientos estimados de la tripulación alcanzaron más de 100 mph (155 km/h), lo que dañó los árboles en la isla pero no afectó a la población de aves de la isla. El tifón dejó daños moderados en Isla Wake por un total de $88 millones (2006 USD, equivalentes a $112 millones en 2017), incluyendo techos y edificios dañados, aunque la infraestructura de la isla quedó intacta; todo el personal militar fue evacuado de la isla. Más tarde, los remanentes extratropicales de Ioke produjeron una fuerte marea de tormenta a lo largo de la costa de Alaska, causando la erosión de la playa.

## Historia meteorológica

### Primera etapa: Pacífico Central
La zona de convergencia intertropical (ZCIT) formó una perturbación tropical con circulación de magnitud baja muy al sureste de Hawái a mediados de agosto de 2006. Bajo la influencia de una fuerte cresta subtropical al norte que se desplazaba al oeste, la perturbación se desplazó también por esa dirección, con un aumento y, a la vez, una disminución de su actividad convectiva local diariamente. Lentamente se organizó y a finales del 20 de agosto la perturbación se convirtió en la depresión tropical Uno-C (01C) mientras se localizaba a 1.215 kilómetros al sur de Honolulú, Hawái. A ese tiempo, no había convección asociada con la ZCIT en 10 grados de longitud. La cizalladura de viento prácticamente inexistente y temperatura superficial del mar de alrededor de los 28 grados Celsius favorecieron su intensificación y rutinariamente se pronosticó que el ciclón alcanzaría la condición mínima de huracán en cuatro días antes de empezar a debilitarse. La depresión alcanzó el estatus de tormenta tropical en seis horas de fortalecimiento. El Centro de Huracanes del Pacífico Central (CPHC por sus siglas en inglés) designó al sistema con el nombre de Ioke, nombre hawaiano de Joyce. Subsecuentemente, el Ioke rápidamente se intensificó y a finales del 20 de agosto la tormenta formó una nubosidad central densa e inició la formación de una pared de ojo; a finales del 21 de agosto la tormenta se intensificó a huracán, solo 24 horas después de su formación.
El huracán Ioke rápidamente se intensificó mientras se desplazaba al oeste-noroeste, con ojo muy definido y una pared de ojo convectiva intensificándose. Cerca de la línea internacional de cambio de fecha un vaguada frontal giró al huracán al noroeste y luego de un período de rápida intensificación el Ioke alcanzó vientos máximos sostenidos de 217 km/h a inicios del 22 de agosto mientras se localizaba aproximadamente a 451 kilómetros al sureste del atolón Johnston. Luego de mantener la categoría cuatro en la escala de huracanes de Saffir-Simpson por cerca de 18 horas, una cizalladura de viento al suroeste erosionó levemente el núcleo interno del huracán y debilitó los vientos máximos sostenidos del Ioke a los 169 km/h. A finales del 22 de agosto, el huracán pasó aproximadamente a 48 kilómetros al sur del atolón Johnston, con la parte noreste de la pared de ojo cruzando el atolón a inicios del 23 de agosto. Luego de girar al oeste a finales de aquel día, la cizalladura de viento empezó a disminuir, permitiendo un segundo período de rápida intensificación. Para el 24 de agosto, el huracán mantuvo una pared de ojo cerrada de aproximadamente 37 kilómetros de diámetro y el 25 de agosto el Ioke alcanzó la categoría cinco en la escala de huracanes de Saffir-Simpson mientras se ubicaba aproximadamente a 1.561 kilómetros al oeste-suroeste de la isla hawaiana de Kauaʻi.
Luego de mantener la categoría cinco por cerca de 18 horas, el huracán Ioke se debilitó levemente debido a un ciclo de reemplazamiento de pared de ojo. Completado el ciclo el 26 de agosto, el huracán se reintensificó al estatus de categoría cinco. La vaguada al oeste se desplazó más por esa dirección y se alejó del ciclón, permitiendo a la cresta subtropical a constituirse por delante de éste, el cual lo giró suroeste. Las condiciones permanecieron muy favorables para la sostenibilidad de un poderoso ciclón tropical. Los ciclones de magnitud alta muy lejos al noroeste proveyeron canales de frente de ráfaga y cizalladura de viento débil, con temperatura del mar cálida a lo largo de su trayecto. Con estas condiciones, el modelo ciclónico del Laboratorio Geofísico de Flujos Dinámicos predijo que el Ioke alcanzaría vientos de 354 km/h, con una presión mínima predicha de 860 hPa. A inicios del 27 de agosto, la presión disminuyó a los 915 hPa y brevemente después cruzó la línea internacional de cambio de fecha, convirtiéndose en un tifón con vientos máximos sostenidos de 260 km/h.

### Segunda etapa: Pacífico Occidental

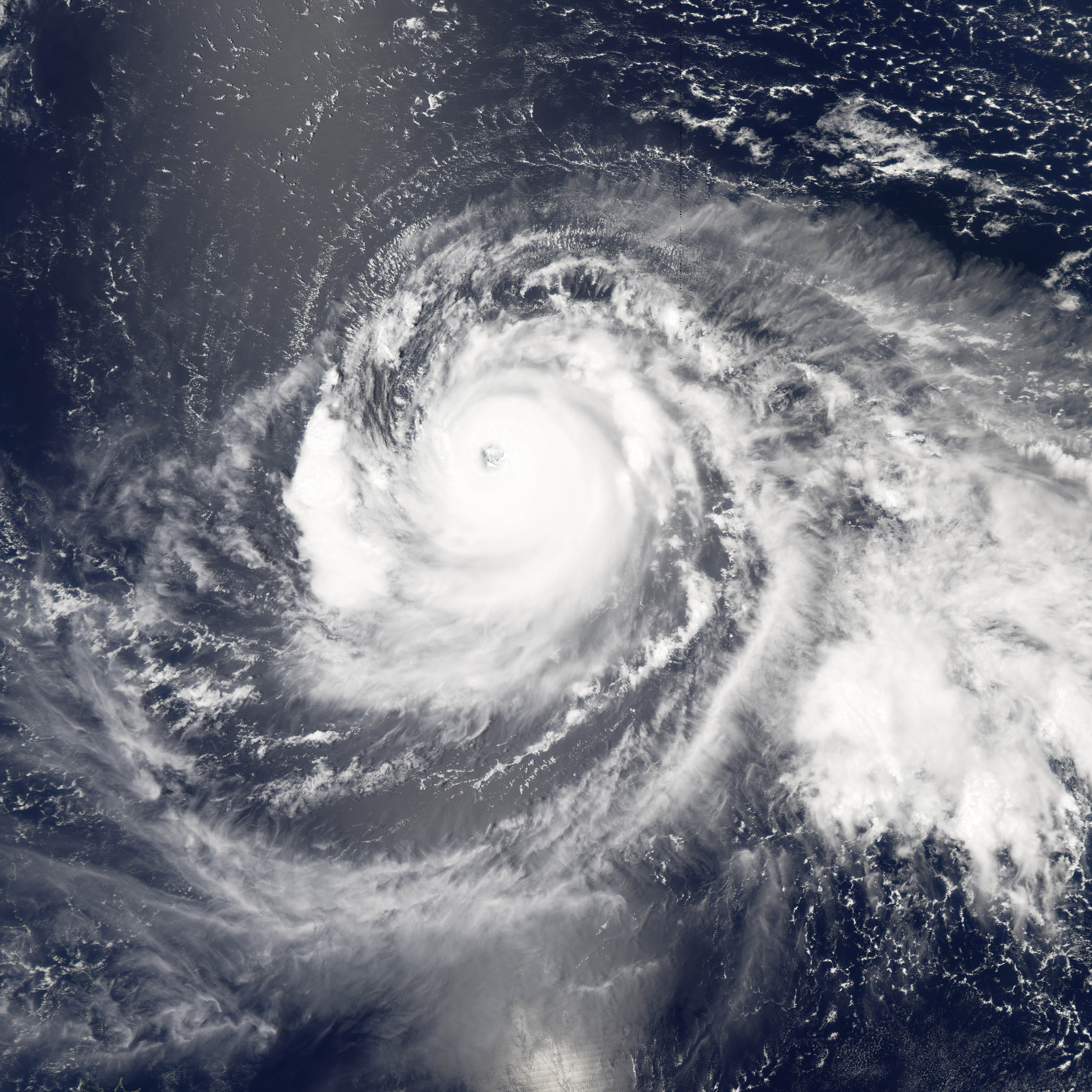
El tifón Ioke en su pico de intensidad, después de cruzar la línea internacional del tiempo el 28 de agosto de 2006

Extraoficialmente conocido como un supertifón por el Centro Conjunto de Advertencia de Tifones (JTWC por sus siglas en inglés), el Ioke permaneció en la intensidad equivalente a un huracán de categoría cinco por cerca de 12 horas después de cruzar la línea. Luego inició ligeramente su tendencia debilitatoria el 28 de agosto, debido al incremento de la afluencia de la cresta al norte. El 29 de agosto, el ciclón giró al oeste y al oeste-noroeste mientras se desplazaba alrededor de la periferia de la cresta subtropical y nuevamente alcanzó la categoría cinco. La Agencia Meteorológica de Japón (JMA por sus siglas en inglés) estimó el pico de intensidad del Ioke con vientos sostenidos en 10 minutos de 195 km/h el 30 de agosto. 
A finales de aquel día, el tifón se debilitó a la categoría cuatro por última vez y el 31 de agosto el Ioke pasó muy cerca de la isla Wake con vientos sostenidos en un minuto de 250 km/h (155 mph).
Para el 1 de septiembre, el incremento de la cizalladura de viento y el aire seco causaron al ojo del Ioke a elongarse y cubrirse de nubosidad y para el 2 de septiembre, el Ioke inició su segundo ciclo de reemplazamiento de pared de ojo. El 2 de septiembre, el sistema pasó cerca de 81 kilómetros al norte de Minami Torishima con vientos de 245 km/h. Un debilitamiento gradual sucedió y el tifón abruptamente giró al noroeste alrededor de la cresta subtropical. Una vaguada intensificante giró al Ioke al noroeste y al norte y el ciclón se debilitó a tormenta tropical a unos pocos cientos de kilómetros al este de Japón. Luego de acelerar al noreste, el ciclón empezó a perder sus características tropicales y la JTWC declaró al Ioke como ciclón extratropical el 5 de septiembre. La JMA mantuvo al Ioke como tifón hasta un día después y como ciclón tropical hasta que fue declarado como extratropical a mediados del 6 de septiembre. Los remanentes extratropicales del Ioke fueron observados por la JMA hasta el 7 de septiembre cuando se localizaba cerca de las islas Aleutianas de Alaska. La tormenta se intensificó mientras se aproximaba a las Aleutianas y nuevamente desarrolló vientos con fuerza de huracán. Entró al mar de Bering el 8 de septiembre y después de girar al este cruzó las islas Aleutianas y entró en el golfo de Alaska. Los remanentes extratropicales del Ioke se disiparon cerca del sureste de Alaska el 12 de septiembre.

## Preparaciones

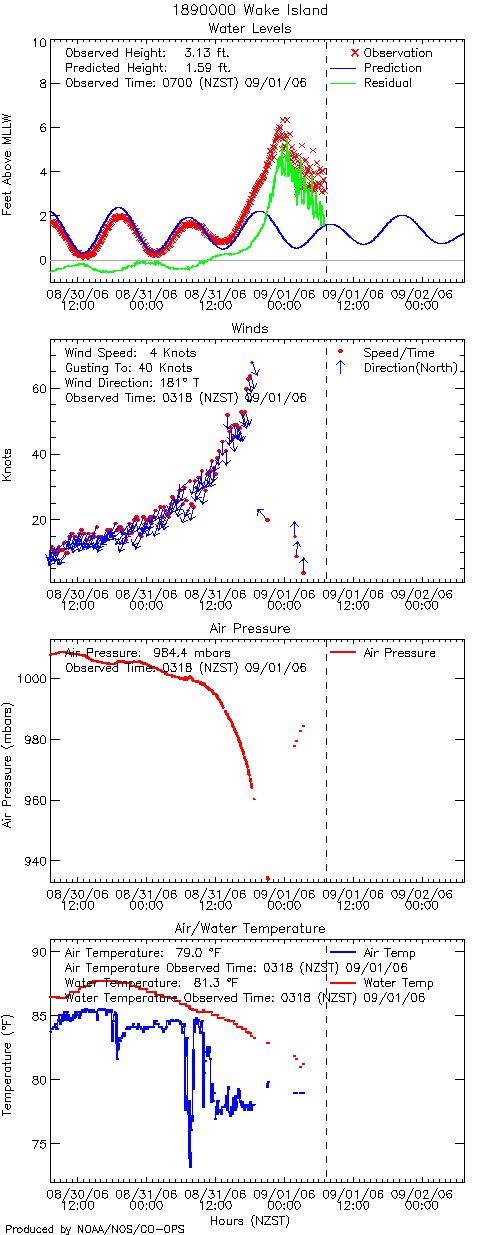
Registros climáticos de la isla Wake durante el paso del tifón Ioke

### Atolón Johnston
A finales del 21 de agosto y a 24 horas de su contacto más cercano, el Centro de Huracanes del Pacífico Central emitió un aviso de huracán para el territorio inhabitado de la isla Johnston, por la no certeza de que sí alguien se encontrase en la isla. Un buque de la Fuerza Aérea de los Estados Unidos y un escuadrón de 12 personas se encontraban en la isla y luego de asegurar su embarcación, el escuadrón se refugió en un búnker con techo de concreto contra huracanes. No hubo observaciones meteorológicas en la isla, pero el escuadrón observó vientos con fuerza de tormenta tropical por cerca de 27 horas y vientos con fuerza de huracán entre seis y ocho horas; el pico de intensidad de ráfagas de viento fueron estimados entre los 177 y los 210 km/h. El escuadrón no sufrió bajas y su embarcación recibió daños menores.

### Isla Wake
Bajo la amenaza del tifón por varios días, dos aviones de carga de la clase C-17 Globemaster III evacuaron entre 188 y 200 personal militar de la isla Wake a Hawái, la primera evacuación a gran escala desde el tifón Sarah en 1967. Una boya al este de la isla registró una presión de 921 hPa mientras el Ioke pasaba directamente sobre este. Antes que el tifón pasara justamente al norte de la isla, un anemómetro registró vientos con fuerza de huracán con ráfagas de aproximadamente 160 km/h antes que el instrumento dejara de reportar. Se estimó que los vientos sostenidos alcanzaron los 250 km/h con ráfagas mayores a los 315 km/h. La presión mínima central registrada en la isla fue de 934 hPa a las 09:06 UTC del 31 de agosto. Se esperó que el tifón produciría marejadas ciclónicas de 6 metros de altura y oleajes de 12 metros de altura a lo largo de la isla Wake, donde su punto máximo es de 6 metros.

### Japón
El 1 de septiembre, la Agencia Meteorológica de Japón ordenó la evacuación temporal de su equipo en Minami Torishima, bajo la amenaza del tifón. La agencia estuvo expectante ante las grandes olas y vientos sobre la isla.

## Impacto

### Atolón Johnston
El huracán Ioke, con la porción de su ojo cruzando el atolón, dejó un estimado del 15% de los árboles con sus palmas caídas o su parte superior cercenada, con algunos troncos caídos. La población de aves de la isla no fue afectada. El huracán produjo un oleaje intenso que destruyó una porción de la pared costera y su calle adyacente.

### Isla Wake

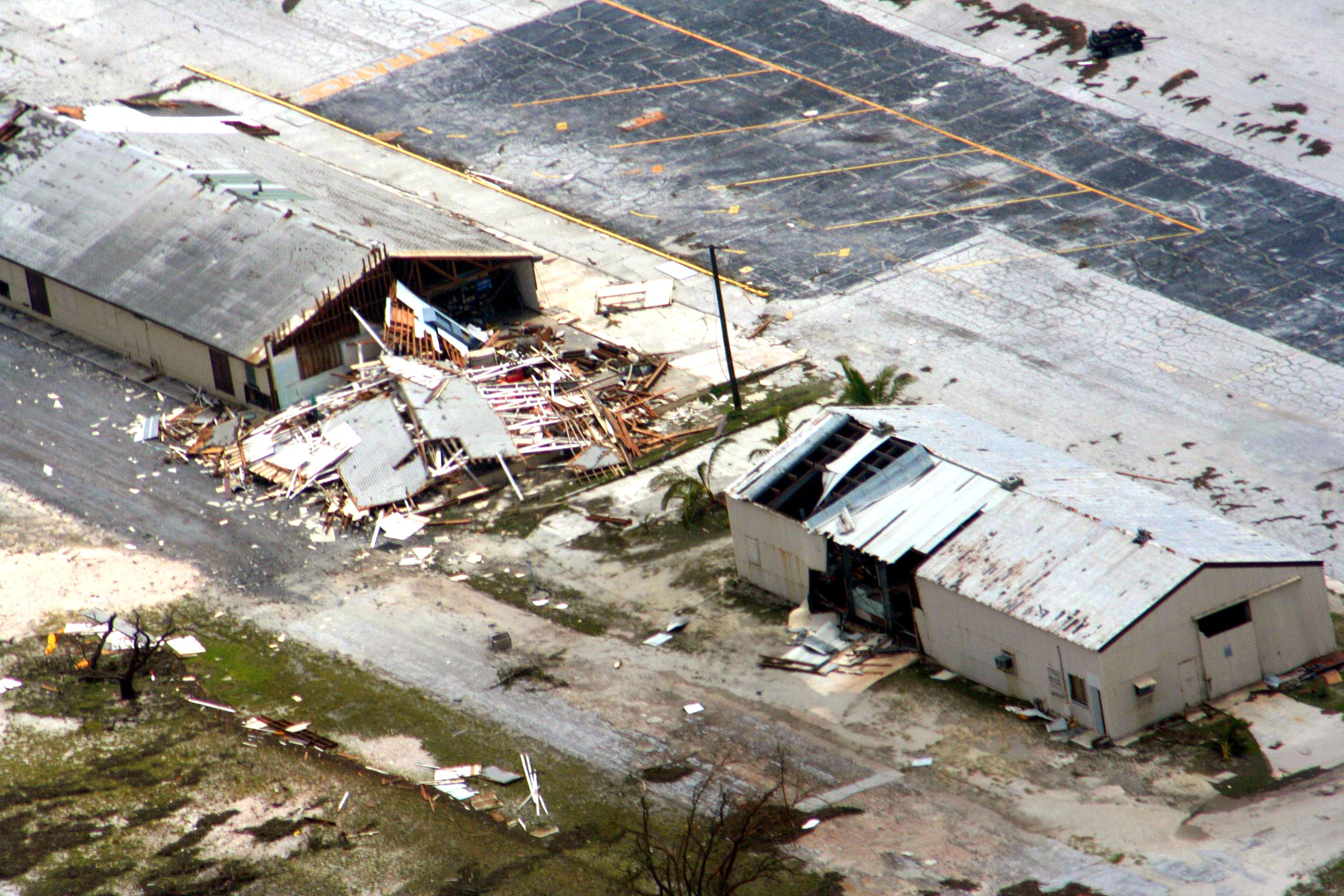
Daños en la isla Wake después del paso del Ioke

Además, las lluvias torrenciales del tifón provocaron inundaciones en los edificios con 60 centímetros de agua estancada que permanecieron hasta después de su paso. Los vientos intensos del tifón Ioke causaron daños extensos en el sistema eléctrico de la isla, dejando las líneas de transmisión eléctricas, edificios y generadores dañados. La combinación de los vientos y la marejada ciclónica dañaron el 70% de los edificios en el territorio, mucho de los cuales poseían daños moderados en el tejado. Todas las áreas bajas se encontraron cubiertas por el mar o arena y el territorio se quedó sin el servicio de agua potable. Las comunicaciones colapsaron, con las antenas satelitales y cables destruidos. Los daños a la infraestructura fueron extensos, aunque menos de lo esperado y recuperables. Los daños en la isla fueron estimados en $88 millones (USD 2006).

### Japón
Los instrumentos de trabajo en la isla fueron dañados, aunque fueron reparados y nuevamente entraron en operación tres semanas después de la tormenta.

### Alaska
El remanente extratropical del Ioke produjo marejadas ciclónicas y alto oleaje estimado en los 9 metros de altura a lo largo de la línea costera del suroeste de Alaska, el cual coincidió con la alta marea astronómica; la combinación provocó inundaciones menores a lo largo de la bahía de Bristol y el delta del Yukon-Kuskokwim. Las ráfagas de viento alcanzaron los 135 km/h en Unalaska. El sistema produjo lluvias de moderadas a intensas por toda la parte oeste de Alaska, incluyendo acumulaciones registradas de 29 milímetros en Bethel y 17 milímetros en Kotzebue. La lluvia continuó en la parte sureste del estado, contribuyendo al aumento sobre el promedio del registro total de precipitaciones cerca de Juneau, la capital del estado.

## Récords

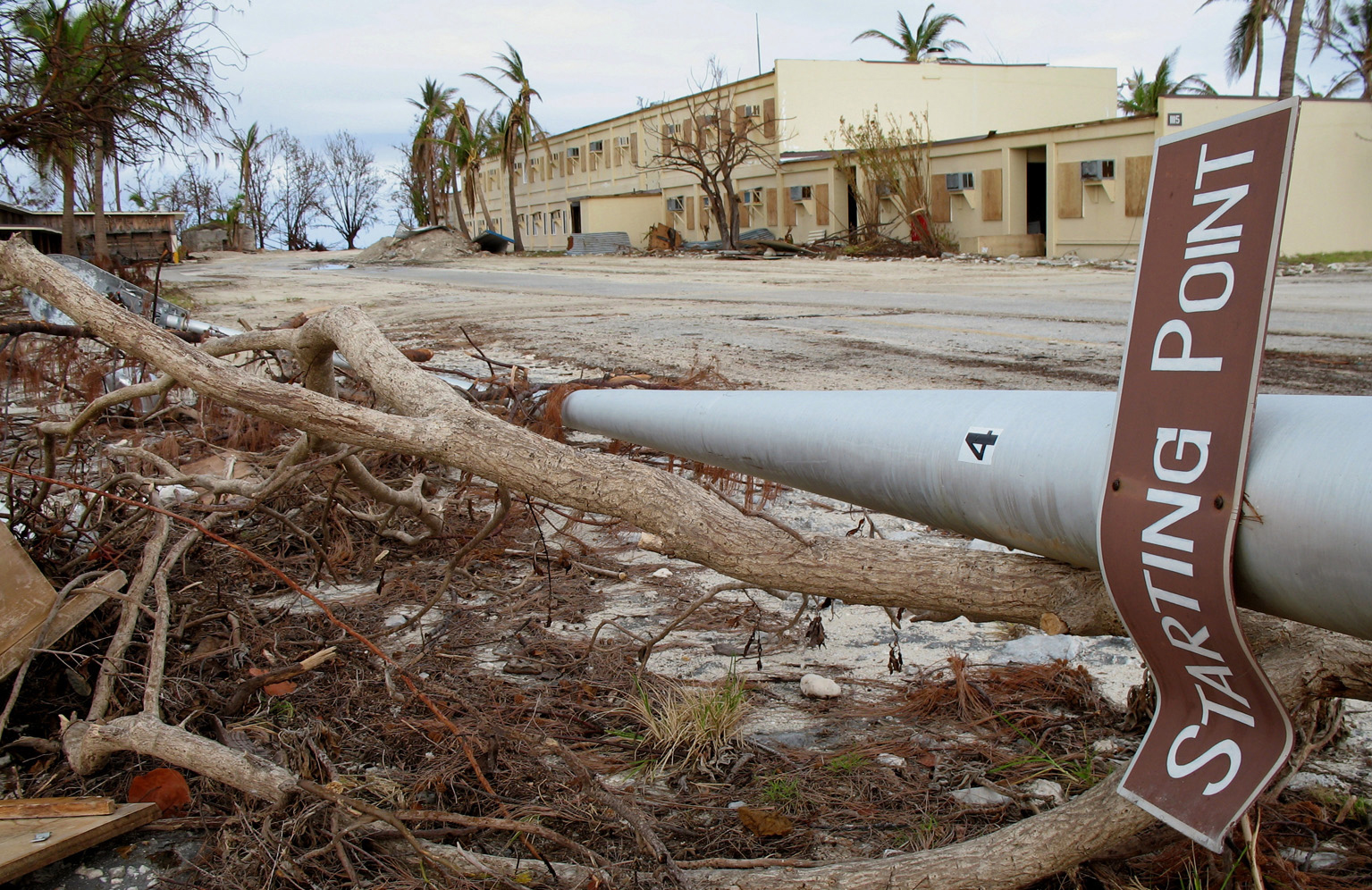
La isla Wake el 14 de septiembre de 2006

El huracán Ioke se convirtió en uno de los cinco huracanes en alcanzar la categoría cinco en la escala de huracanes de Saffir-Simpson en el Pacífico norte central y el único en formarse en esta cuenca. Con una presión central mínima estimada de 915 hPa (27,02 inHg), el ciclón poseyó la presión superficial estimada más baja que cualquier otro huracán en la cuenca. superando el récord antes hecho por el huracán John en 1994. El Ioke mantuvo el estatus de categoría cuatro o los vientos superiores a los 211 km/h por 198 horas consecutivas, el cual es el más largo tiempo continuo en esa intensidad jamás observado en cualquier ciclón tropical en la faz de la tierra. Además, el ciclón mantuvo la intensidad de supertifón por 174 horas consecutivas, el cual también fue un récord. Como resultado de su longeva duración e intensidad, el huracán-tifón Ioke dejó un índice de Energía Ciclónica Acumulada de 82.6 unidades, el cual es un nuevo récord mundial.

## Sucesos
La Guardia Costera de los Estados Unidos hizo su primera evaluación aérea de los daños en la isla Wake el 2 de septiembre, tres días después del impacto del tifón. Los resultados del vuelo indicaron daños más pequeños de lo esperado y no se reportó derrame de aceite o fugas de materiales peligrosos. La guardia costera estadounidense llegó en bote con un equipo el 7 de septiembre con las evaluación preliminares de daños completada cuatro días después; el equipo reparó un generador para restablecer la electricidad. Un segundo escuadrón, conformados por el USNS San Jose T-AFS-7 de la Armada de los Estados Unidos y dieciséis miembros de la 36th Contingency Response Group de la Fuerza Aérea de los Estados Unidos, llegó el día 8 de septiembre y analizó la estabilidad de la base aérea; después los trabajadores limpiaron la pista de aterrizaje para permitir la llegada y salida de vuelos en el territorio. El 13 de septiembre, un grupo de ingenieros restauraron la electricidad en la isla. Después de dos semanas del paso del ciclón, varios edificios fueron reparados y entraron nuevamente en operaciones.

### Nombres retirados
El Centro de Huracanes del Pacífico Central solicitó el retiro del nombre del ciclón y en abril de 2007, se hizo efectiva; el nombre de Ioke fue reemplazado con Iopa.

## Galería

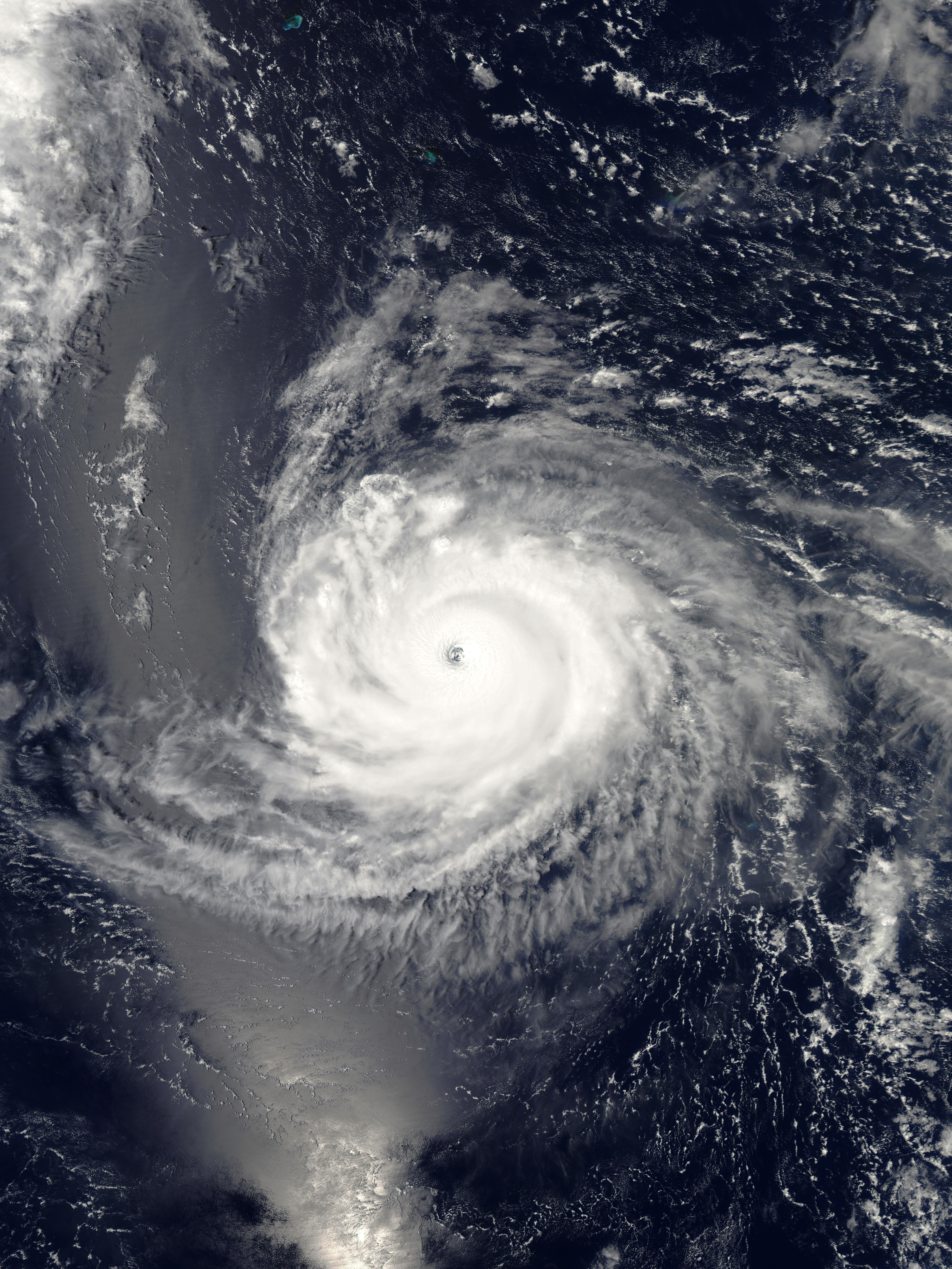
El huracán Ioke en el momento de mayor intensidad el 25 de agosto
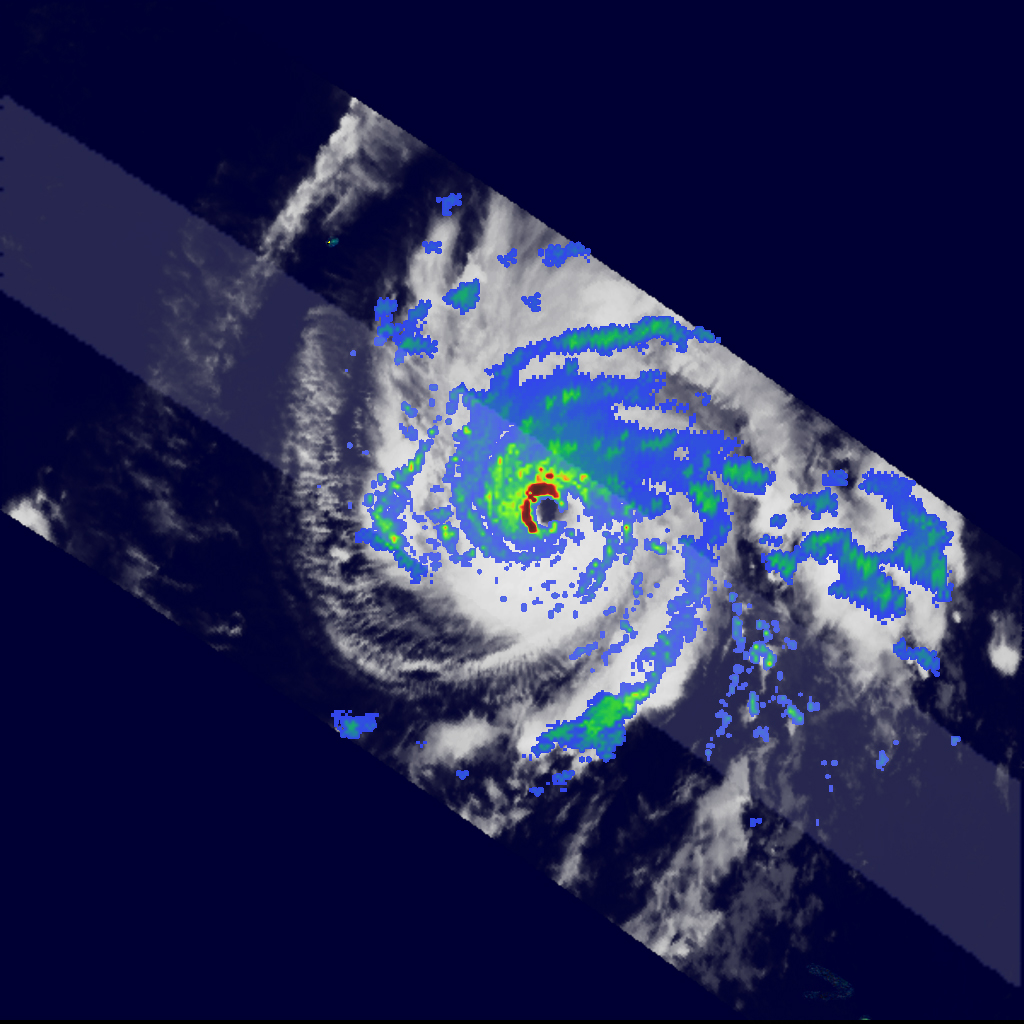
Imagen de satélite con radar de Ioke
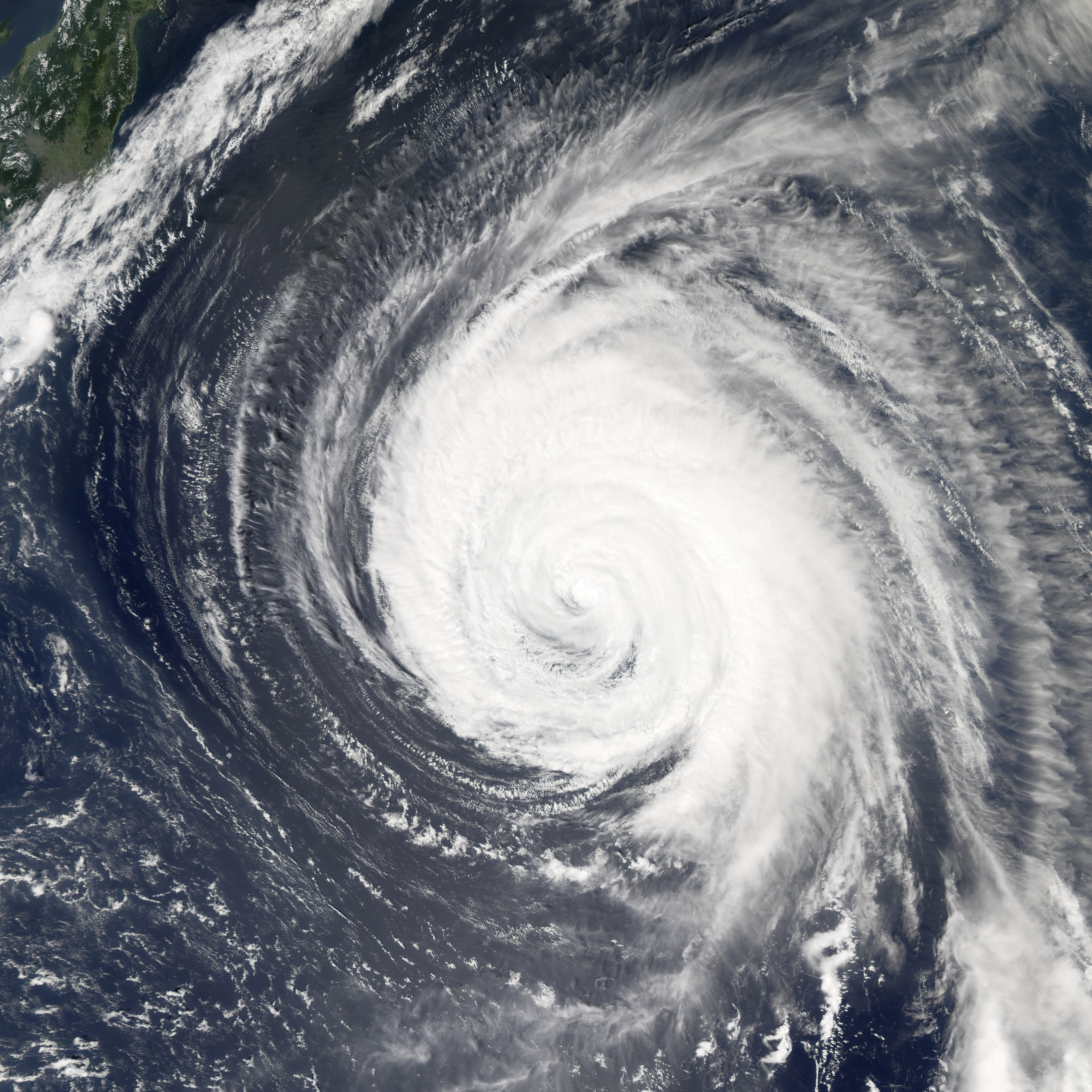
Disipación como tifón el 4 de septiembre
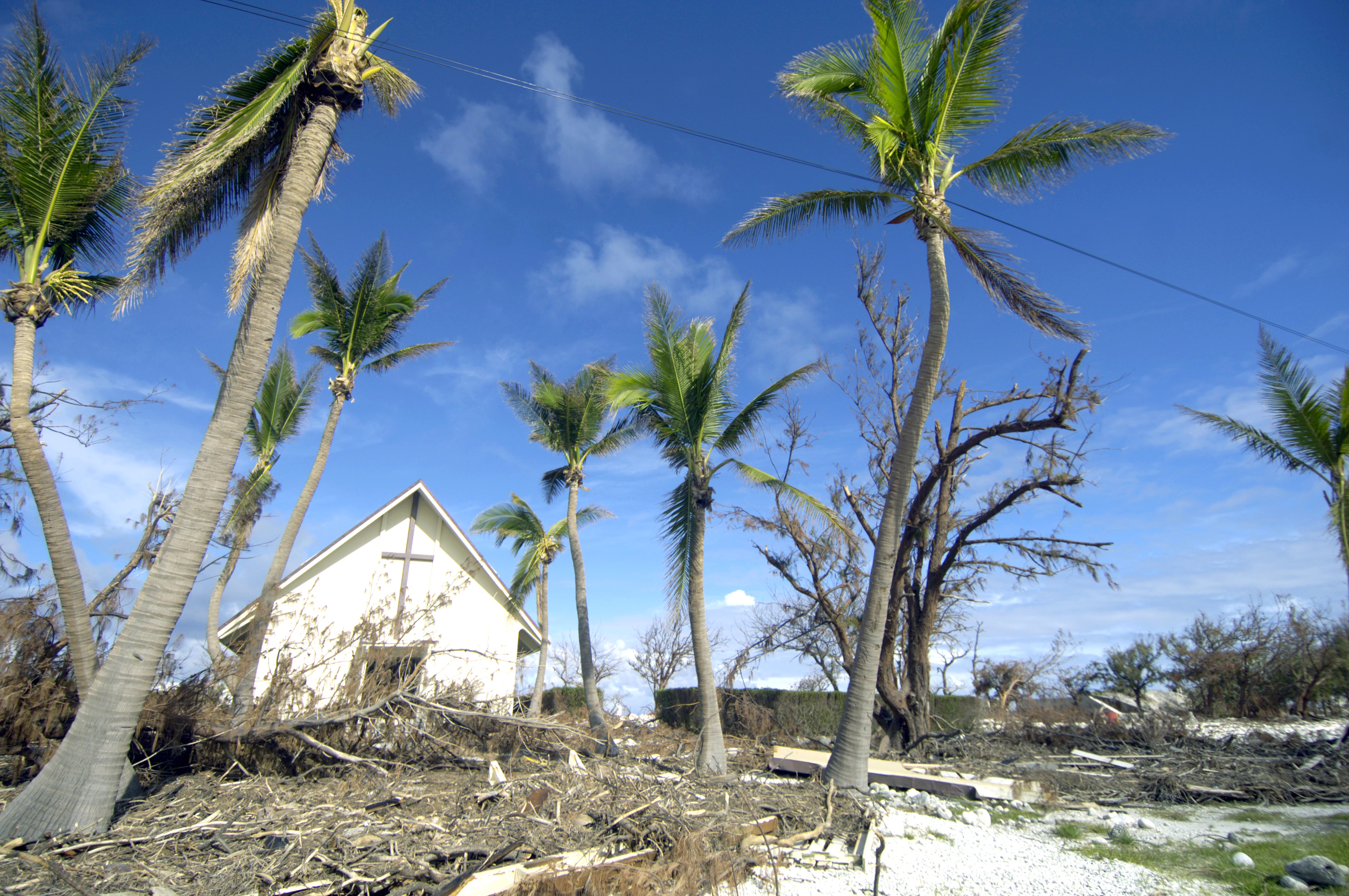
Palmas dañadas por los vientos de Ioke en Isla Wake
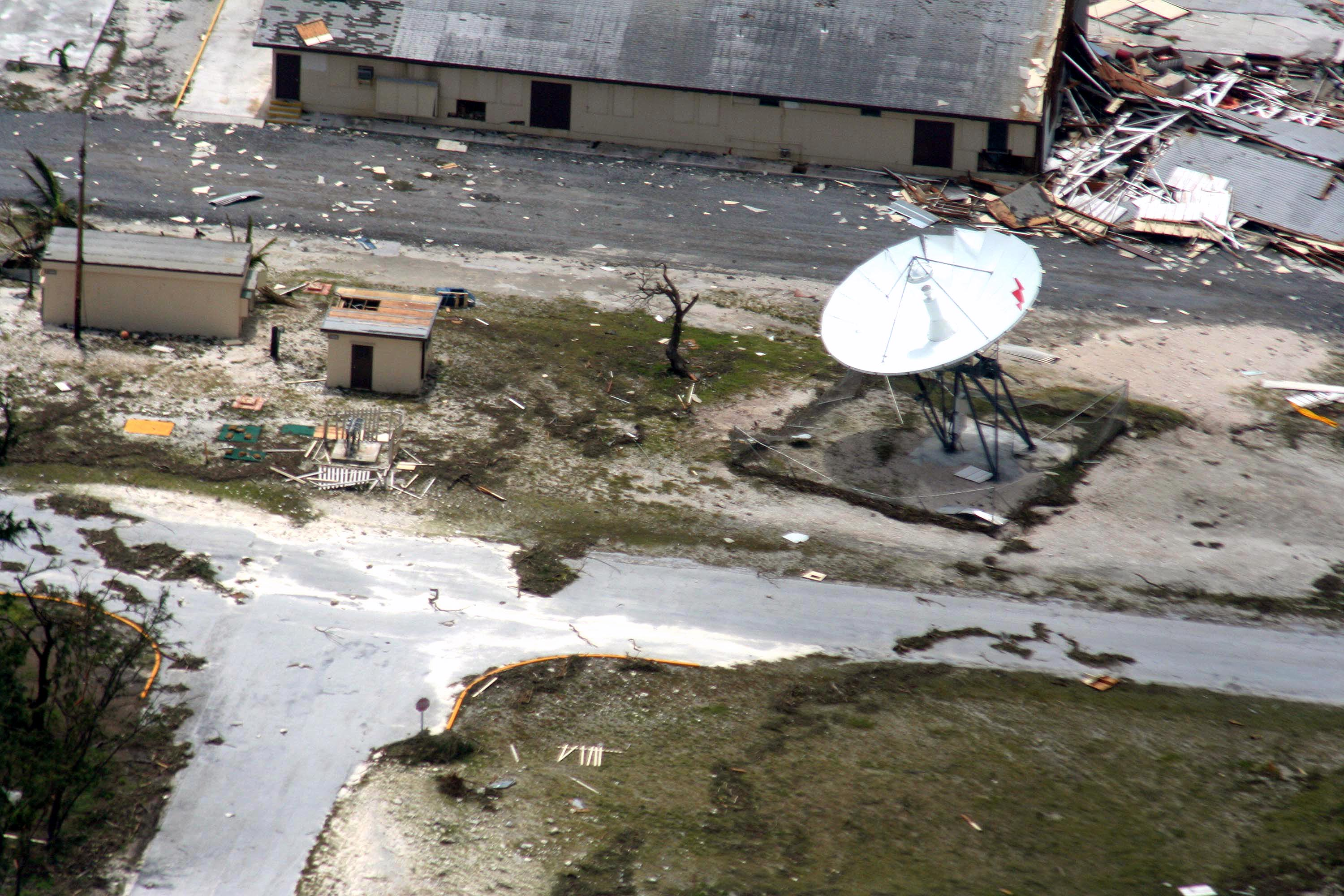
Daños provocados por Ioke
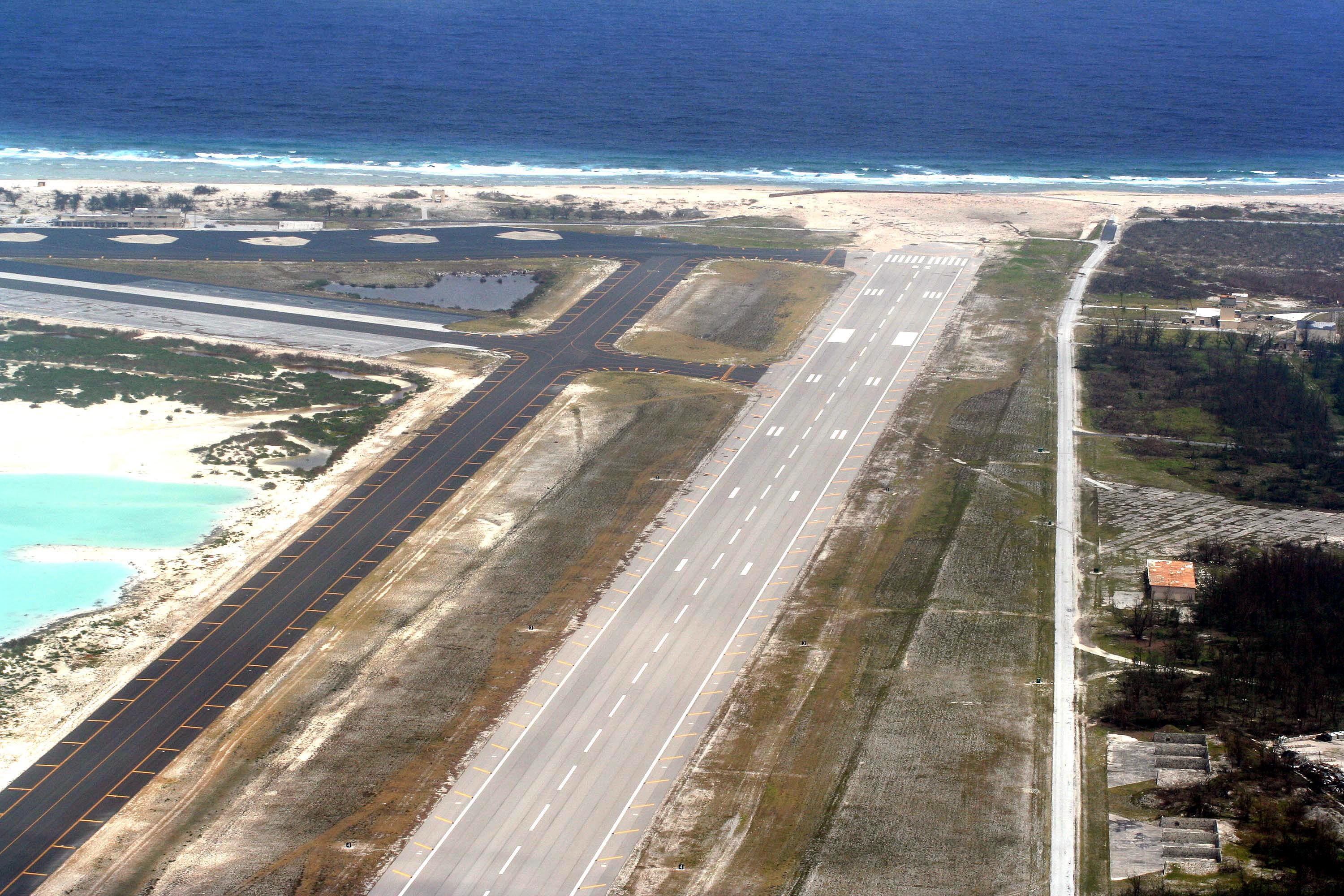
Otros daños provocados por Ioke
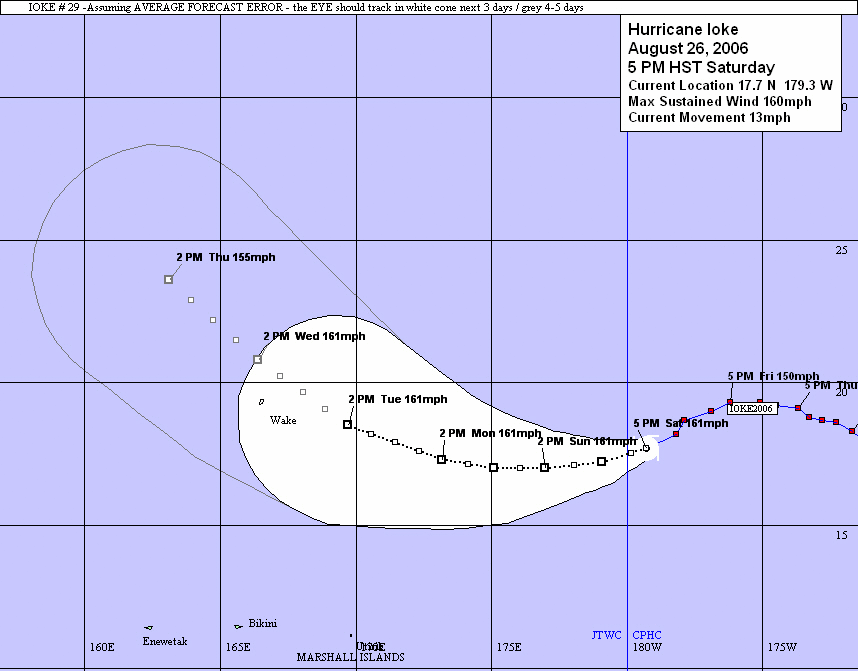
Trayectoria gráfica errónea de Ioke
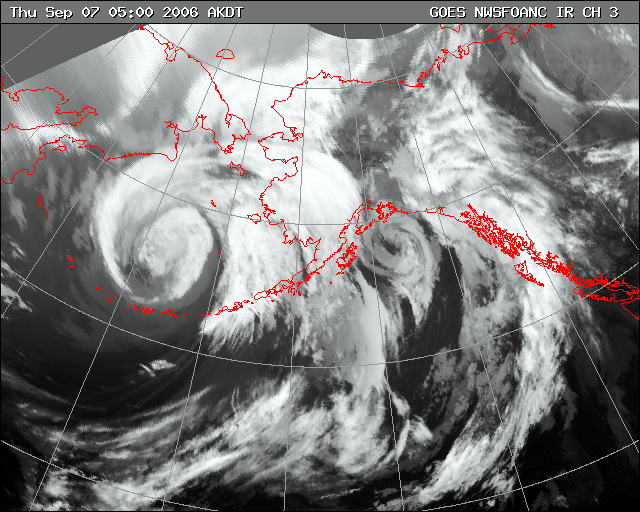
Ioke como ciclón extratropical en Alaska el 7 de septiembre